# Eugenio Soto
Eugenio Soto, né le 9 mars 1972 à Aguadilla, à Porto Rico, est un ancien joueur portoricain de basket-ball. Il évolue durant sa carrière au poste d'ailier fort.

## Palmarès
- Champion des Amériques 1995